# United Space Alliance
United Space Alliance (USA) és una companyia de vols espacials. USA és una joint venture (aliança d'empreses) establerta l'agost de 1995 com una Limited Liability Company (Societat de responsabilitat limitada), en la qual la propietat és compartadida a parts iguals per les empreses Boeing i Lockheed Martin. Té la seu central a Houston, Texas i dona treballa unes 8.800 persones a Texas, Florida, Alabama, i Washington, D.C. Té unes vendes anuals d'uns dos mil milions de dòlars dels Estats Units.

## Història
United Space Alliance es va formar en resposta a la voluntat de la NASA de consolidar molts contractes del programa Space Shuttle a un contractista principal. USA i NASA signaren el Contracte Space Flight Operations el setembre de 1996.